# Around the World (Daft Punk)
Around the World è un singolo del gruppo musicale francese Daft Punk, pubblicato il 17 marzo 1997 come secondo estratto dal primo album in studio Homework.

## Descrizione
Si tratta della settima traccia dell'album ed è caratterizzato dalla ripetizione ossessiva del titolo per gran parte della sua durata.

### Cover e remix
Ne è stata eseguita una cover nel 2006 da Nicky Van She e Dangerous Dan. Un remix della canzone I Got It from My Mama di will.i.am includeva un campionamento di Around the World, ma i Daft Punk hanno rifiutato a will.i.am il permesso di pubblicare il disco. Tuttavia un video del remix è stato comunque messo in circolazione sulle televisioni tematiche. Una canzone intitolata Around the World è stata pubblicata dal rapper P.M. che contiene proprio un campionamento di Around the World.
Nel 2008 i Tre Allegri Ragazzi Morti fecero una cover della canzone intitolandola Giro il mondo. Il direttore d'orchestra nonché pianista Maxence Cyrin ha prodotto una cover del brano in chiave pianistica nel suo album Novö Piano.

## Video musicale
Il videoclip, girato da Michel Gondry, mostra dei robot camminare in circolo su una piattaforma (che rappresenta un vinile), "alti atleti" (così descritti da Gondry) camminare su e giù da alcune scale, donne vestite da nuotatrici sincronizzate (descritte da Gondry come "disco girls") che vanno su e giù da altre scale, scheletri che danzano al centro del "disco," e mummie che danzano a ritmo con la batteria del brano.
Si tratta di una rappresentazione visuale della canzone, coreografata da Blanca Li: ogni elemento del video rappresenta uno strumento differente. Secondo le note di produzione di Gondry, i robot rappresentano la parte vocale (la voce robotica) del brano; gli atleti simboleggiano il basso; le "disco girls" la tastiera; gli scheletri le chitarre e le mummie la drum machine.
Come hanno fatto notare alcuni giornalisti la coreografia del video sembrerebbe ispirata ai futuristici balletti italodisco italiani. Un esempio su tutti, quello in cui Stefania Rotolo interpreta la sigla di Ufo Robot Goldrake nella trasmissione Tilt, in onda sulla Rai nel 1979.

## Tracce
1. Around the World (Radio Edit) – 3:59
2. Around the World (Album Version) – 7:07
3. Teachers (Extended Mix) – 5:51
4. Around the World (Motorbass Vice Mix) – 6:39

## Classifiche
| Classifica (1997) | Posizione massima |
| ----------------- | ----------------- |
| Australia         | 11                |
| Austria           | 15                |
| Belgio            | 1                 |
| Finlandia         | 9                 |
| Francia           | 5                 |
| Italia            | 1                 |
| Norvegia          | 20                |
| Paesi Bassi       | 28                |
| Svezia            | 1                 |
| Svizzera          | 15                |